# 井上剛 (演出家)
井上 剛（いのうえ つよし、1968年 - ）は、日本のテレビディレクター、演出家。元NHK職員。
熊本県出身。

## 略歴
熊本県立熊本高等学校、早稲田大学文学部卒業後、1993年NHK入局。
NHK放送センター所属時には『クライマーズ・ハイ』や『ハゲタカ』の演出を担当。
2007年にNHK大阪放送局へ所属してからは、『ちりとてちん』『てっぱん』と連続テレビ小説の演出を担当する。また、阪神・淡路大震災の特集番組『未来は今』『その街のこども』ではテレビドラマとドキュメンタリーを融合した演出が注目を集め、『その街のこども』は劇場公開もされた（自身初の監督映画作品となった）。
2012年に再びNHK放送センターへ異動後、2013年に連続テレビ小説『あまちゃん』でチーフ演出を務め、東京ドラマアウォード2013 演出賞を受賞。2017年、『トットてれび』で第67回芸術選奨文部科学大臣新人賞を受賞。
2016年公開の東日本大震災をテーマに据えた映画『LIVE!LOVE!SING! 生きて愛して歌うこと 劇場版』の監督を務めた。
2023年7月末NHK退局。

## 作品

### テレビドラマ
- 解剖「点と線」を追え! 推理・松本清張の頭脳（1998年8月13日、NHK福岡）※脚本兼任
- 走れ・ノボセモン! 九州・博多（1999年8月4日、NHK福岡）
- 連続テレビ小説
  - 私の青空（2000年4月 - 9月）
  - ちりとてちん（2007年10月 - 2008年3月、NHK大阪）
  - てっぱん（2010年9月 - 2011年3月、NHK大阪）※チーフ演出
  - あまちゃん（2013年4月 - 9月）※チーフ演出
- 大河ドラマ
  - 利家とまつ〜加賀百万石物語〜（2002年）
  - いだてん〜東京オリムピック噺〜（2019年）※チーフ演出
- 夜の連続ドラマ
  - 帰ってきたロッカーのハナコさん（2003年10月 - 11月）※第5 - 8, 13 - 20話
  - もっと恋セヨ乙女（2004年5月 - 6月、NHK東京）※第9 - 12, 17 - 20話
- 土曜ドラマ
  - クライマーズ・ハイ 後編（2005年12月17日）
  - ハゲタカ（2007年2月 - 3月）※第2, 3話
  - ジャッジII 〜島の裁判官奮闘記〜（2008年10月 - 11月、NHK大阪）※第3, 4話
  - 64（ロクヨン）（2015年4月 - 5月）※チーフ演出
  - トットてれび（2016年4月 - 6月）※チーフ演出
  - 地震のあとで（2025年4月）※チーフ演出
- 未来は今 10 years old, 14 years after（2009年3月25日、NHK大阪）※脚本兼任
- その街のこども（2010年1月17日、NHK大阪）
- ドラマ10
  - はつ恋（2012年5月 - 7月）※第1, 4, 5話
- 踊る阿呆 森山未來・自撮り365日（2014年12月17日、NHKBSプレミアム）※ディレクター。ドキュメンタリー作品。
- LIVE! LOVE! SING! 生きて愛して歌うこと（2015年3月10日）
- 不要不急の銀河（2020年7月23日）※ドラマ＆ドキュメント
- 拾われた男 Lost Man Found（2022年6月 - 8月、BSプレミアム）※監督[4]

### 配信ドラマ
- 拾われた男 Lost Man Found（2022年6月 - 8月、Disney+）- 監督[5]

### 映画
- その街のこども 劇場版（2011年1月15日、トランスフォーマー）
- 311 明日「あたらしい日常」（2011年）[注 1]
- LIVE!LOVE!SING! 生きて愛して歌うこと 劇場版（2016年1月23日、トランスフォーマー）
- アフター・ザ・クエイク（2025年10月3日）

## 受賞
- 東京ドラマアウォード2013 演出賞（『あまちゃん』）
- 第67回芸術選奨文部科学大臣新人賞（『トットてれび』）[6]